# Grube Antonia
Die Grube Antonia ist eine ehemalige Braunkohlegrube des Bensberger Erzreviers in Bergisch Gladbach. Das Gelände gehört zum Stadtteil Stadtmitte.

## Geschichte
Der Steinbruchbesitzer Theodor Zimmermann mutete am 7. März 1890 das Grubenfeld Antonia auf Braunkohle. Die Verleihung erfolgte an ihn am 25. August 1890.

## Betrieb
Mit Schreiben vom 12. November 1920 meldeten sich die Erben des Theodor Zimmermann beim Oberbergamt Bonn und baten um Zusendung aller Unterlagen über die „Fundorte und Bohrlöcher“ der Grubenfelder Käthchen, Antonia und Neeb. Man wolle die Braunkohle jetzt ausbeuten. Möglicherweise hat man in dieser wirtschaftlich schweren Zeit – ähnlich wie an der Saaler Mühle im Grubenfeld Consolidation Alfred – an der einen oder anderen Stelle Braunkohle zum Betrieb von Öfen gewonnen. Es ist aber nicht bekannt, ob es zur Förderung von Braunkohle gekommen ist.

## Lage und Relikte
Der Fundpunkt der Grube lag auf dem heutigen Betriebsgelände der Firma Saint-Gobain Isover G+H AG (Glaswatte). Das Grubenfeld erstreckte sich zwischen dem Bahnhof Stadtmitte und dem Wasserrückhaltebecken Rodenbach als östliche Begrenzungslinie. Nach Westen zog es sich beinahe über den gesamten Stadtteil Gronau bis zur Stadtgrenze Köln.